# Kiernan Shipka

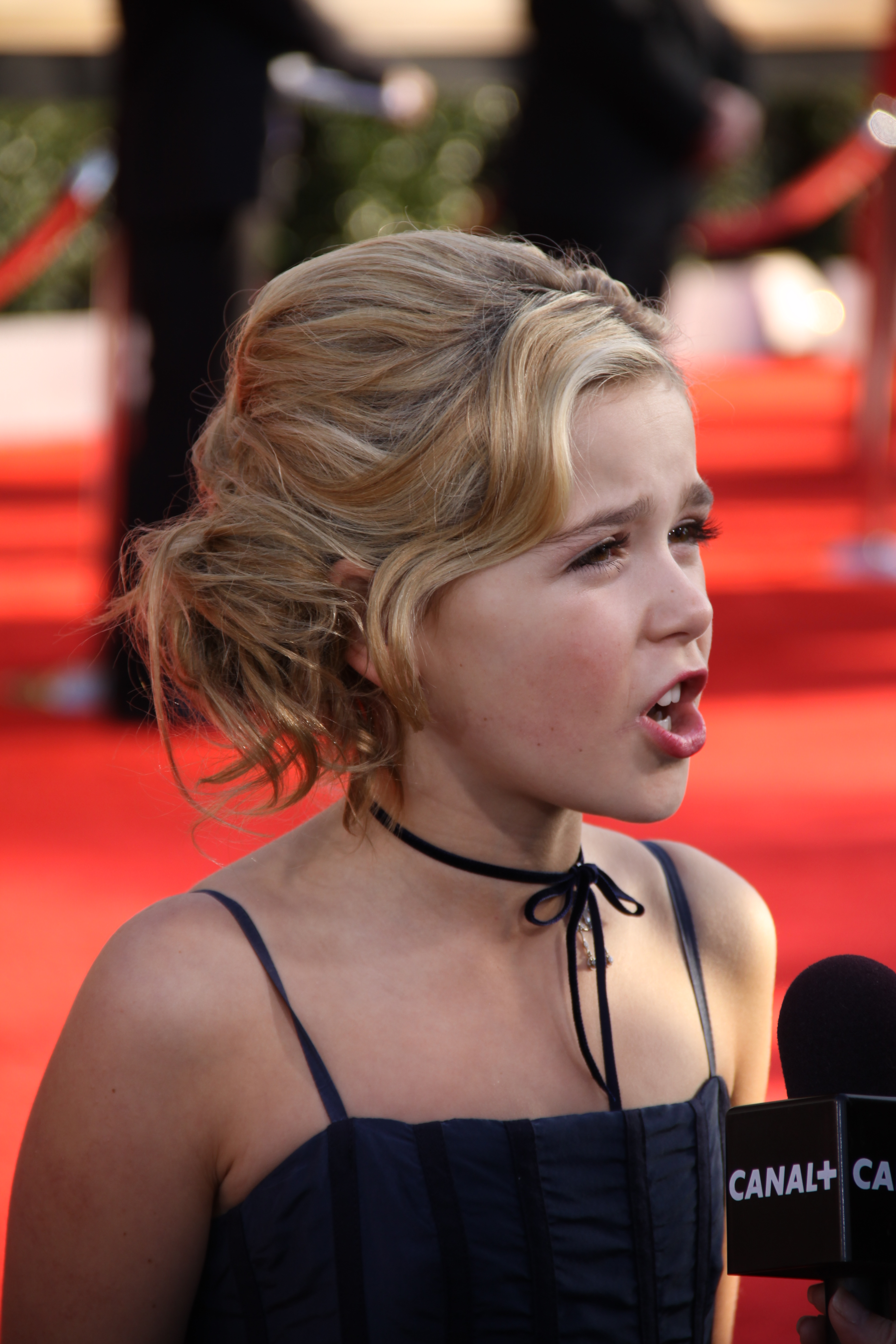
Kiernan Shipka 10 år gammal, 2010.

Kiernan Brennan Shipka, född 10 november 1999 i Chicago, Illinois, är en amerikansk skådespelare.
Shipka slog igenom för den breda publiken när hon som 7-åring spelade rollen som Sally Draper i TV-serien Mad Men. Hon medverkade sedan i samtliga sju säsonger av serien. Hon har senare spelat Sabrina Spellman i Netflix originalserie Chilling Adventures of Sabrina och i den sjätte säsongen av The CW-serien Riverdale. Shipka har också spelat rollen som B.D. Hyman i FX-serien Feud, samt gjort rösten till Jinora i Nickelodeon-serien The Legend of Korra.
Shipka medverkar under hösten 2023 i skräckkomedifilmen Totally Killer, som hade premiär på Amazon Prime Video den 6 oktober. Hon spelar rollen som Jamie / Colette Hughes i denna film.

## Filmografi i urval

### Film
- 2007 – Dimension
- 2008 – Lower Learning
- 2009 – A Rag Doll Story
- 2009 – Land of the Lost
- 2009 – Carriers
- 2009 – House Broken
- 2010 – Som hund och katt – Kitty Galores hämnd
- 2010 – The Ryan and Randi Show
- 2010 – Squeaky Clean
- 2012 – The Empty Room
- 2013 – Very Good Girls
- 2013 – We Rise Like Smoke
- 2014 – Flowers in the Attic
- 2014 – The Edge of the Woods
- 2015 – February
- 2019 – The Silence
- 2023 – Totally Killer
- 2024 – Red One
- 2024 – The Last Showgirl

### TV
- 2006 – Monk (TV-serie)
- 2006 – The Angriest Man in Suburbia (TV-serie)
- 2007 – Cory in the House (TV-serie)
- 2007 – MADtv (TV-serie)
- 2007 – Heroes (TV-serie)
- 2007–2009 – Jimmy Kimmel Live! (TV-serie)
- 2007–2015 – Mad Men (TV-serie)
- 2011 – Smooch (TV-serie)
- 2012 – Don't Trust the B---- in Apartment 23 (TV-serie)
- 2012–2014 – The Legend of Korra (TV-serie) (röst)
- 2013 – Sofia the First (TV-serie)
- 2014 – Unbreakable Kimmy Schmidt (TV-serie)
- 2018 – Chilling Adventures of Sabrina  (TV-serie)
- 2023 – White House Plumbers (TV-serie)